# La croisade
La croisade (bra: Um Pequeno Grande Plano) é um filme de 2021 dirigido por Louis Garrel. Teve sua estreia mundial no Festival de Cinema de Cannes em 12 de julho de 2021. No Brasil, foi lançado pela Synapse Distribution nos cinemas em 18 de agosto de 2022, antes do lançamento comercial no país, foi apresentado no Festival Varilux de Cinema Francês 2022.

## Sinopse
A vida de um casal se torna conturbada após descobrirem que seu filho de 13 anos vendeu os objetos de valor da casa para financiar um projeto ecológico.

## Elenco
- Louis Garrel - Abel
- Laetitia Casta - Marianne
- Joseph Engel - Joseph
- Ilinka Lony - Clotilde
- Julia Boème - Lucie
- Lionel Dray - Jérôme Lhomond
- Clémence Jeanguillaume - Audrey Lhomond

## Recepção
Na França, o filme tem uma nota média de 3.3/5 no agregador de críticas do AlloCiné calculada a partir de 22 resenhas da imprensa. No El País (Espanha), Elsa Fernández-Santos disse que é "uma pequena e concisa comédia centrada no que realmente põe em risco o nosso futuro: a agonia do nosso planeta."